# 都督府 (西班牙)

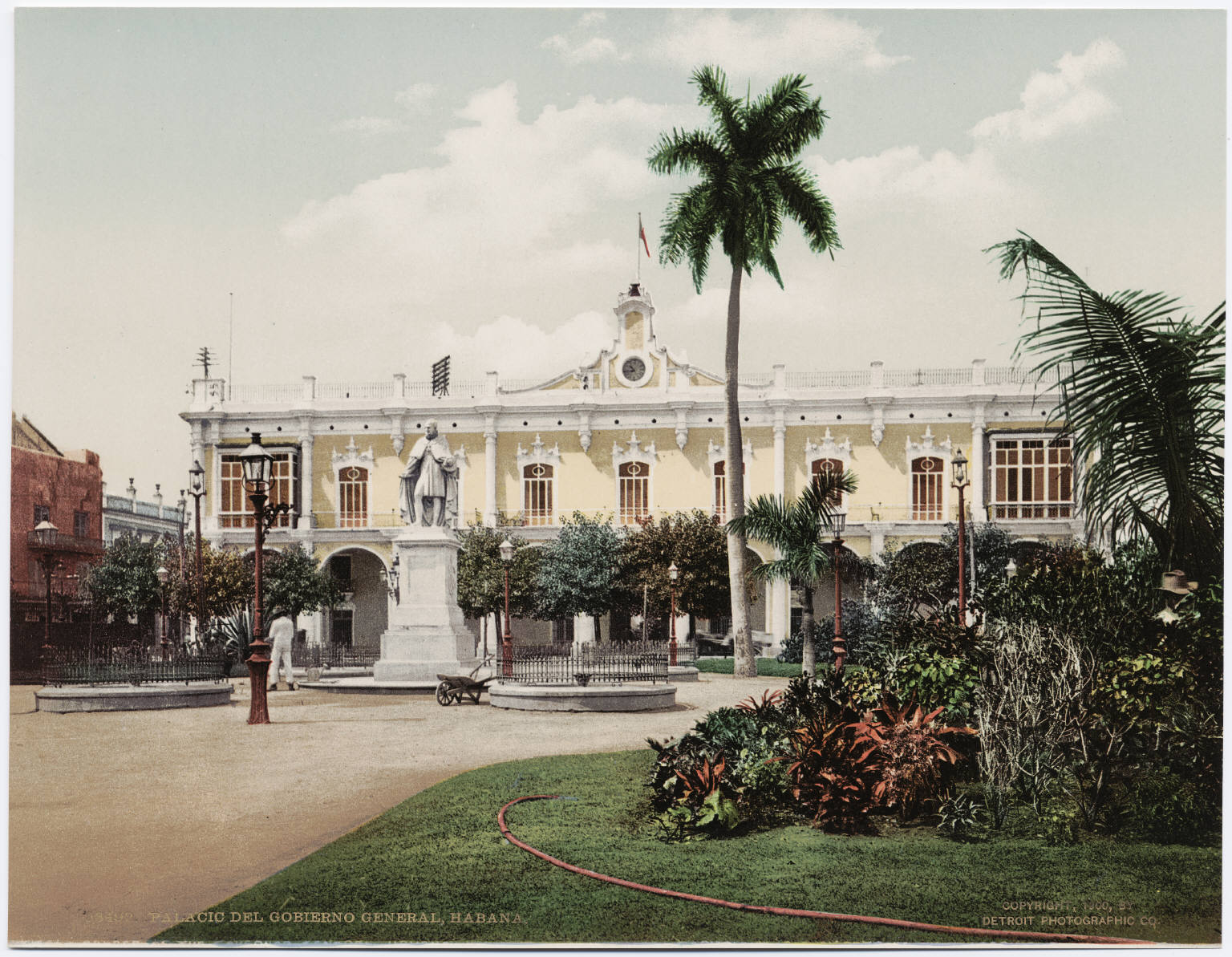
位於哈瓦那的都督宫，為古巴都督府的行政中心

都督府（西班牙語：Capitanía general）是西屬美洲和西屬東印度中的軍事與行政區劃，由總督轄區（西班牙語：Virreinato）管轄，最初設立的目的是為了抵抗外國勢力和印地安人的進攻。都督府的統領者為都督（西班牙語：Capitán General），都督府與最初賜與征服者的土地不同。在收復失地運動期間，都督（西班牙語：Capitanía general）和其他相近的詞，是用來指那些被授予在新的軍佔地管理的官員們。都督府可能底下只轄有一省（西班牙語：Provincia），也可能管轄好幾個省。都督府按其與王國之間的獨立性和距離不同，有些直屬於馬德里的西班牙君主和印度議會，使得都督在權力上實質與總督轄區無異。這種編制在征服美洲後帶到了美洲，且經常在連帶世襲統治權一起由君主授與給先遣總督（西班牙語：Adelantadl）。這成了一種被〈新法〉認可的慣例，但最後西班牙君主廢止了所有其在海外殖民地授與的世襲統治權。
都督府一開始只設立在西班牙君主認定有必要的地方，並指派了幾名任期皆不長的州長進行管理。後來的都督府由都督管理，都督是史家對這個職位最普遍的稱呼。然而在習慣上，都督有兩個職責，一是軍事方面，因此都督被授權指揮當地軍隊（都督的職責），另一個是民事方面，如果其轄區的首府內有審問院，也必須擔任審問院的主席。都督的實際權力隨著年代和地區有所不同，不過必須依創建都督府的法令來決定。都督府的創立比總督轄區來得早，但是在16世紀中總督轄區建立後，都督府便併入總督轄區的編制底下。
瓜地馬拉、智利和委內瑞拉這些都督府，後期為了行政方便，而與總督轄區分離。雖然名義上仍受到總督的管轄，但是法律授權這些都督特殊的軍權。此外由於這些都督府距離總督轄區的首府過於遙遠，因此這些都督府被准許與位於馬德里的君主和印度議會直接通信。讓這些都督府實質上獨立於總督。都督府在波旁改革中進行了不少變革。西班牙王位繼承戰期間，都督府的編制在1713年首次被引入西班牙本土。七年戰爭戰敗後，波旁君主在美洲許多區域設立新的都督府。而在這些新的都督府中不只設立都督一職，也設了代官（西班牙語：Intendente），來負責民事和軍事支出。

## 西班牙帝國的都督府列表
西班牙於美洲和菲律賓所設的都督府，由原本的「王國」（reino）或州（gobernacion）演變而來。
- 聖多明各都督府（英语：Captaincy General of Santo Domingo）（1535-1795年、1809-1821年、1861-1865年）
- 智利都督府（1541-1818年）
- 瓜地馬拉都督府（英语：Captaincy General of Guatemala）（1542-1821年）
- 猶加敦都督府（英语：Captaincy General of Yucatán）（1565-1821年）
- 菲律賓都督府（1565-1898年）
- 波多黎各都督府（英语：Captaincy General of Puerto Rico）（1582-1898年）
- 內部省都督府（英语：Provincias Internas）（1776-1821年）
- 古巴都督府（英语：Captaincy General of Cuba）（1777-1898年）
- 委內瑞拉都督府（英语：Captaincy General of Venezuela）（1777-1823年）
- 邁納斯都督府（西班牙语：Comandancia General de Maynas）（1802-1822年）

## 註解
1. ↑  According to historian Antonio Jimenez Estrella, of Department of Modern History and Latin at the University of Granada, Spain,Template:Incomplete short citation from the perspective of institutional history, of power and of power elites, the Captaincy General was, at least during the Mendoza period (16th century), a body territorial, political, governmental and, to some extent, fiscal, endowed with powers that went far beyond military power that will be presupposed in principle.